# Emily Ratajkowski
Emily O'Hara Ratajkowski (Londres, 7 de junho de 1991) é uma modelo, atriz e escritora britânica. Ela ficou conhecida por sua aparição no clipe Blurred Lines do cantor Robin Thicke.

## Biografia
Emily Ratajkowski nasceu em 7 de junho de 1991, em Londres, Inglaterra. É filha da escritora e professora Kathleen Balgley e do artista John Ratajkowski.
Em 23 de fevereiro de 2018, casou-se com o produtor Sebastian Bear-McClard. Em 26 de outubro de 2020, anunciou que estava grávida. 
 Em 8 de março de 2021, nasceu Sylvester Apollo Bear. Em julho de 2022, Emily e Sebastian se separaram.

## Carreira

### Modelo
Em 2012, apareceu no clipe Fast Car do cantor Taio Cruz.
Em 2013, apareceu nos clipes Blurred Lines do cantor Robin Thicke e Love Somebody da banda Maroon 5.
Em 2016, apareceu no clipe Неделимые do cantor Dima Bilan.
Em 2024, apareceu no clipe I KNOW ? do rapper Travis Scott.

### Atriz
Em 2009, estreou como atriz interpretando a personagem Tasha na série iCarly.
Em 2014, interpretou a personagem Andie Fitzgerald no filme Gone Girl.
Em 2015, interpretou a personagem Agente Day na minissérie The Spoils Before Dying e Sophie no filme We Are Your Friends.
Em 2016, interpretou a personagem Allison Lizowska na série Easy.
Em 2018, atuou nos filmes Cruise, I Feel Pretty, In Darkness e Welcome Home.
Em 2019, interpretou a personagem Elyse no filme Lying and Stealing.
Em 2023, interpretou a personagem Maria Madalena na série History of the World, Part II.

### Empresária
Em 2013, foi considerada a Mulher do Ano pela revista Esquire.
Em julho de 2017, lançou uma linha de bolsas em parceria da The Kooples. Em novembro de 2017, lançou uma marca de roupas chamada Inamorata.
Em 2019, foi reconhecida como Empreendedora de Moda do Ano pelo Daily Front Row por sua marca Inamorata.
Em 2020, foi homenageada pela revista Forbes na categoria Arte e Estilo da lista 30 under 30.
Em 9 de novembro de 2021, lançou o livro My Body. O livro é considerado um bestseller pelo The New York Times.
Entre 2022 e 2023, apresentou o podcast High Low with EmRata.

## Filmografia

### Cinema
| Ano  | Título              | Papel            |
| ---- | ------------------- | ---------------- |
| 2014 | Gone Girl           | Andie Fitzgerald |
| 2015 | Entourage           | Ela mesma        |
| 2015 | We Are Your Friends | Sophie           |
| 2018 | Cruise              | Jessica Weinberg |
| 2018 | I Feel Pretty       | Mallory          |
| 2018 | In Darkness         | Veronique        |
| 2018 | Welcome Home        | Cassie Ryerson   |
| 2019 | Lying and Stealing  | Elyse            |

### Televisão
| Ano       | Título                        | Papel            | Notas                    |
| --------- | ----------------------------- | ---------------- | ------------------------ |
| 2009-2010 | iCarly                        | Tasha            | 2 episódios              |
| 2015      | The Spoils Before Dying       | Agente Day       | 3 episódios              |
| 2016      | Easy                          | Allison Lizowska | Episódio: "Art and Life" |
| 2023      | History of the World, Part II | Maria Madalena   | Episódio: "VIII"         |

### Videoclipes
| Ano  | Título          | Artista(s)                         |
| ---- | --------------- | ---------------------------------- |
| 2012 | "Fast Car"      | Taio Cruz                          |
| 2013 | "Blurred Lines" | Robin Thicke feat. T.I. e Pharrell |
| 2013 | "Love Somebody" | Maroon 5                           |
| 2016 | "Неделимые"     | Dima Bilan                         |
| 2024 | "I Know ?"      | Travis Scott                       |